# Нейролигины
Нейролигины - семейство белков, участвующих в образовании синаптических контактов между нейронами. У человека известно пять генов нейролигинов: NLGN1, NLGN2, NLGN3, NLGN4X, и NLGN5.

## Клиническое значение
Сбой взаимодействий нейролигинов с нейрексинами может играть роль в патогенезе расстройств аутистического спектра и когнитивных отклонений.